# The Fame Ball
„The Fame Ball“ (от английски: „Балът на славата“) e дебютното концертно турне на американската певица Лейди Гага, в подкрепа на първия ѝ студиен албум „The Fame“ (2008). Концертите в Северна Америка започват през март 2009 г., последвани от дати в Океания и Европа. Следват и концерти в Азия, две фестивални изпълнения в Англия, както и два концерта в Северна Америка, отложени от април. Гага описва шоуто като пътуващ музей, вдъхновен от творчеството на Анди Уорхол. Част от продажбите на билети са в подкрепа на благотворителни организации. Минимални промени в концепцията на шоуто са въведени от певицата, за да може то да пасне на различните зали.
Всеки концерт се състои от четири сегмента, като в края на всеки се прожектира видео, което въвежда следващата част. Завършва с бис. Списъкът с песни включва песни от дебютния албум на Гага. Тя се появява на сцената в няколко визии, сред които футуристична рокля от силиконови балони, с която представя неиздадената песен Future Love. Критиците одобряват шоуто и правят положителни коментари относно вокалните способности на Лейди Гага, както и нейния усет за мода. Впечатлени са и от умението ѝ да бъде театрална като професионален артист.

## Предистория
Турнето е обявено на 12 януари 2009 г. чрез официалния акаунт на Лейди Гага в социалната мрежа MySpace. След като е била подгряващ изпълнител за New Kids on the Block и The Pussycat Dolls, това е първата ѝ самостоятелна обиколка. Тя започва да планира концепцията именно, докато е на турне с The Pussycat Dolls, като в интервю споделя:
Не е точно турне, по-скоро е пътуващо парти. Искам да е цялостно изживяване от минутата, в която прекрачите прага, до момента, в който започна да пея. А когато свърши, всеки ще може да върне спомена и да го изживее отново. Усещането е като това да си в Ню Йорк през 1974 г. Имаме арт инсталация във фоайето, диджей ще пуска любимите ви парчета в основната зала, а след това на сцената ще видите най-завладяващото изпълнение, което някога сте гледали. Прекарвам всяка минута от деня си на телефона, говорейки с хора, развивайки креативността си, планирайки турнето. Мениджърът постоянно ми повтаря: „Хайде, трябва да вървим, тръгваме веднага!“, но за мен „Балът“ е по-важен. Толкова искам да накарам всеки долар, който хората харчат, за да ме видят, да си струва. И да, плащам за голяма част от това със свои собствени средства. Но това не е важно. Парите не ме интересуват.

Гага подготвя три версии на шоуто, за да са подходящи за различните размери на залите.
Полудяла съм, не мога да спя от вълнение за това турне. Много по-различно е от всичко, което сте виждали от мен през последната година. Интересното (относно шоуто) е, че го планирам, докато съм на друго турне с много по-нищожен мащаб – откривам за The Pussycat Dolls. Това ще е като истински креативен оргазъм за мен, защото съм готова да продължа напред. Нямам ограничения относно структурата на шоуто си вече. Искам да имам ясни представи за размерите на всяка зала, за да можем правилно да приложим технологията и визуалните изображения. Трябват ми няколко дни, за да се приготвя психически, ако нещо ще липсва, иначе не мога да се насладя на шоуто. Всеки концерт ще бъде от най-висок клас, стига да съм приключила с това да крещя на всеки „Закачи това, сложете всичко, намери къде да го поставиш!“. Това ще е новото ми мото.
Сет листът се състои предимно от песни от дебютния албум на певицата, но включва и нови творби като Fashion.

## Сюжет
Спектакълът е разделен на четири части, като последната се води бис. Концертите започват с видео, озаглавено The Heart („Сърцето“), в което Лейди Гага е в образа на своето алтер его Кенди Уорхол. Видеото е прожектирано върху екран в предната част на сцената. По време на последните десет секунди е включено отброяване, в чийто край на екрана се появяват пламъци и той се спуска, разкривайки Гага в средата на сцената. Тя пее „Paparazzi“, заобиколена от танцьорите си, които държат големи огледални плочи. DJ Спейс Каубой, участвал в песни от албума, е разположен в края на сцената и пуска музиката. В края на изпълнението звучат щракащи ефекти сякаш фотографи правят снимки. Певицата продължава с песните Starstruck и „LoveGame“, като танцьорите ѝ се присъединяват за хореографията и ѝ донасят легендарния „диско стик“. Следва монолог на Гага, която говори сякаш годината е 3009 година. Речта ѝ е свързана с видеата, прожектирани по време на шоуто, които са обвързани със сюжета на спектакъла. Първата част завършва с видеото The Brain („Мозъкът“) след изпълнение на Beautiful, Dirty, Rich.
Втората част стартира с песента The Fame, за която Лейди Гага е върху скутер на сцената. След това тя изнася реч и изпълнява Money Honey и „Eh, Eh (Nothing Else I Can Say)“. Гага напуска сцената и се връща облечена в рокля, направена от силиконови балони, сяда на пиано и изпълнява акустична версия на „Poker Face“ и неиздадената песен Future Love. Започва третото видео, озаглавено The Face („Лицето“).
Гага се появява на сцената с нова визия, заобиколена от танцьорите си, и изпълнява „Just Dance“ отново с „диско стика“. След края на песента всички се покланят пред публиката и слизат от сцената. След минути певицата се завръща и изпълнява бис, състоящ се от Boys Boys Boys и оригиналната версия на Poker Face.
От концерта в Окланд, Нова Зеландия, Гага прави промени в сет листа на концерта, както и променя някои от визиите си.

## Подгряващи изпълнители
- The White Tie Affair (Северна Америка)
- Честър Френч (Северна Америка)
- Cinema Bizzare (Северна Америка)
- Гари Го (Великобритания)

## Сетлист
1. „Paparazzi“
2. „LoveGame“ (с елементи от Starstruck)
3. Beautiful, Dirty, Rich
4. The Fame
5. Money Honey
6. „Eh, Eh (Nothing Else I Can Say)“
7. „Poker Face“ (акустична версия)
8. Future Love
9. „Just Dance“

Бис
1. Boys Boys Boys
2. Poker Face

1. Paparazzi (Alvinos Remix)
2. LoveGame
3. Beautiful, Dirty, Rich
4. The Fame
5. Money Honey
6. Boys Boys Boys
7. Just Dance
8. „Eh, Eh (Nothing Else I Can Say)“
9. Brown Eyes

Бис
1. Poker Face

## Дати
| Дата                 | Град              | Държава       | Зала                           |
| -------------------- | ----------------- | ------------- | ------------------------------ |
| Северна Америка      |                   |               |                                |
| 12 март 2009 г.      | Сан Диего         | САЩ           | House of Blues                 |
| 13 март 2009 г.      | Лос Анджелис      | САЩ           | Wiltern Theatre                |
| 14 март 2009 г.      | Сан Франциско     | САЩ           | The Mezzanine                  |
| 16 март 2009 г.      | Сиатъл            | САЩ           | Showbox at the Market          |
| 17 март 2009 г.      | Портланд          | САЩ           | Wonder Ballroom                |
| 18 март 2009 г.      | Ванкувър          | Канада        | Commodore Ballroom             |
| 21 март 2009 г.      | Енгълуд           | САЩ           | Gothic Theater                 |
| 23 март 2009 г.      | Минеаполис        | САЩ           | Fine Line Music Cafe           |
| 24 март 2009 г.      | Чикаго            | САЩ           | House of Blues                 |
| 25 март 2009 г.      | Роял Оук          | САЩ           | Royal Oak Music Theatre        |
| 26 март 2009 г.      | Китченър          | Канада        | Elements Nightclub             |
| 27 март 2009 г.      | Отава             | Канада        | Bronson Centre Theatre         |
| 28 март 2009 г.      | Монреал           | Канада        | Métropolis                     |
| 30 март 2009 г.      | Бостън            | САЩ           | House of Blues                 |
| 4 април 2009 г.      | Палм Спрингс      | САЩ           | Oasis Hall                     |
| 6 април 2009 г.      | Орландо           | САЩ           | House of Blues                 |
| 7 април 2009 г.      | Тампа             | САЩ           | The Ritz Ybor                  |
| 8 април 2009 г.      | Форт Лодърдейл    | САЩ           | Revolution Live                |
| 9 април 2009 г.      | Атланта           | САЩ           | Center Stage Theater           |
| 11 април 2009 г.     | Палм Спрингс      | САЩ           | Oasis Hall                     |
| Европа               |                   |               |                                |
| 24 април 2009 г.     | Мадрид            | Испания       | La Cubierta                    |
| 25 април 2009 г.     | Москва            | Русия         | Famous                         |
| 28 април 2009 г.     | Щутгарт           | Германия      | Club Zapata                    |
| Северна Америка      |                   |               |                                |
| 1 май 2009 г.        | Филаделфия        | САЩ           | Electric Factory               |
| 2 май 2009 г.        | Ню Йорк           | САЩ           | Terminal 5                     |
| 3 май 2009 г.        | Агауом            | САЩ           | Northern Star Arena            |
| 4 май 2009 г.        | Бостън            | САЩ           | House of Blues                 |
| 6 май 2009 г.        | Остин             | САЩ           | Austin Music Hall              |
| 8 май 2009 г.        | Чула Виста        | САЩ           | Cricket Wireless Amphitheatre  |
| 9 май 2009 г.        | Ирвин             | САЩ           | Verizon Wireless Amphitheatre  |
| 10 май 2009 г.       | Уест Сакраменто   | САЩ           | Raley Field                    |
| Океания              |                   |               |                                |
| 16 май 2009 г.       | Окланд            | Нова Зеландия | Vector Arena                   |
| 19 май 2009 г.       | Бризбейн          | Австралия     | Brisbane Entertainment Centre  |
| 21 май 2009 г.       | Нюкасъл           | Австралия     | Newcastle Entertainment Centre |
| 22 май 2009 г.       | Сидни             | Австралия     | Acer Arena                     |
| 23 май 2009 г.       | Сидни             | Австралия     | Acer Arena                     |
| 25 май 2009 г.       | Сидни             | Австралия     | Paddington Uniting Church      |
| 26 май 2009 г.       | Мелбърн           | Австралия     | Rod Laver Arena                |
| 27 май 2009 г.       | Мелбърн           | Австралия     | Rod Laver Arena                |
| 28 май 2009 г.       | Аделайд           | Австралия     | Adelaide Entertainment Centre  |
| 30 май 2009 г.       | Пърт              | Австралия     | Burswood Dome                  |
| Азия                 |                   |               |                                |
| 8 юни 2009 г.        | Токио             | Япония        | Shibuya-AX                     |
| 14 юни 2009 г.       | Кларк Куей        | Сингапур      | The Dome on Merchant Loop      |
| 17 юни 2009 г.       | Сеул              | Южна Корея    | Club Answer                    |
| Северна Америка      |                   |               |                                |
| 19 юни 2009 г.       | Торонто           | Канада        | Kool Haus                      |
| Европа               |                   |               |                                |
| 26 юни 2009 г.       | Пилтън            | Англия        | Worthy Farm                    |
| 29 юни 2009 г.       | Манчестър         | Англия        | Manchester Academy             |
| 1 юли 2009 г.        | Корк              | Ирландия      | The Marquee                    |
| 3 юли 2009 г.        | Верхтер           | Белгия        | Werchter Festival Grounds      |
| 4 юли 2009 г.        | Лондон            | Англия        | Wembley Stadium                |
| 4 юли 2009 г.        | Лондон            | Англия        | G-A-Y                          |
| 5 юли 2009 г.        | Лондон            | Англия        | Wembley Stadium                |
| 8 юли 2009 г.        | Флориана          | Малта         | Fuq il-Fosos                   |
| 9 юли 2009 г.        | Париж             | Франция       | L'Olympia                      |
| 11 юли 2009 г.       | Пърт и Кинрос     | Шотландия     | Balado                         |
| 12 юли 2009 г.       | Каунти Килдер     | Ирландия      | Punchestown Racecourse         |
| 13 юли 2009 г.       | Манчестър         | Англия        | Carling Apollo Manchester      |
| 14 юли 2009 г.       | Лондон            | Англия        | O2 Academy Brixton             |
| 16 юли 2009 г.       | Мюнхен            | Германия      | Zenith die Kulturhalle         |
| 17 юли 2009 г.       | Кьолн             | Германия      | Palladium                      |
| 18 юли 2009 г.       | Берлин            | Германия      | Columbiahalle                  |
| 20 юли 2009 г.       | Амстердам         | Нидерландия   | Melkweg                        |
| 21 юли 2009 г.       | Цюрих             | Швейцария     | Maag Event Hall                |
| 22 юли 2009 г.       | Виена             | Австрия       | Gasometer Halle                |
| 24 юли 2009 г.       | Сан Антонио       | Испания       | Eden                           |
| 25 юли 2009 г.       | Амстердам         | Нидерландия   | Paradiso                       |
| 26 юли 2009 г.       | Хамбург           | Германия      | Stadtpark Freilichtbühne       |
| 28 юли 2009 г.       | Хелзинки          | Финландия     | Kulttuuritalo                  |
| 30 юли 2009 г.       | Осло              | Норвегия      | Sentrum Scene                  |
| 31 юли 2009 г.       | Копенхаген        | Дания         | K.B. Hallen                    |
| 1 август 2009 г.     | Йостершунд        | Швеция        | Storsjöyran Festligterräng     |
| 2 август 2009 г.     | Стокхолм          | Швеция        | Stora Scen                     |
| Азия                 |                   |               |                                |
| 7 август 2009 г.     | Осака             | Япония        | Maishima Sports Island         |
| 8 август 2009 г.     | Чиба              | Япония        | Makuhari Messe                 |
| 9 август 2009 г.     | Сеул              | Южна Корея    | Olympic Gymnastics Arena       |
| 11 август 2009 г.    | Кесон             | Филипини      | Araneta Coliseum               |
| 12 август 2009 г.    | Сингапур          | Сингапур      | Fort Canning Park              |
| 15 август 2009 г.    | Макао             | Китай         | Venetian Arena                 |
| 19 август 2009 г.    | Тел Авив          | Израел        | Expo Tel Aviv                  |
| Европа               |                   |               |                                |
| 22 август 2009 г.    | Уестън под Лизард | Англия        | Weston Park                    |
| 23 август 2009 г.    | Челмсфорд         | Англия        | Hylands Park                   |
| Северна Америка      |                   |               |                                |
| 28 септември 2009 г. | Ричмънд           | САЩ           | Landmark Theater               |
| 29 септември 2009 г. | Вашингтон         | САЩ           | DAR Constitution Hall          |

Отменени
| Дата           | Град      | Държава | Зала                        |
| -------------- | --------- | ------- | --------------------------- |
| 27 юни 2009 г. | Манчестър | Англия  | Old Trafford Cricket Ground |
| 28 юни 2009 г. | Манчестър | Англия  | Old Trafford Cricket Ground |

### Продажби
| Зала                    | Град         | Продажби / Капацитет   | Печалби  |
| ----------------------- | ------------ | ---------------------- | -------- |
| Wiltern Theatre         | Лос Анджелис | 2700 / 2700 (100%)     | $52 904  |
| Metropolis              | Монреал      | 2255 / 2255 (100%)     | $50 387  |
| Royal Oak Music Theater | Роял Оук     | 1700 / 1700 (100%)     | $34 000  |
| Gothic Theater          | Ингълуд      | 1088 / 1088 (100%)     | $20 000  |
| House of Blues          | Сан Диего    | 1000 / 1000 (100%)     | $18 500  |
| The Ritz Ybor           | Тампа        | 1560 / 1560 (100%)     | $31 065  |
| DAR Constitution Hall   | Вашингтон    | 3500 / 3500 (100%)     | $141 004 |
|                         |              | 13 803 / 13 803 (100%) | $347 860 |